# جمعية علم الآثار التوراتية
تأسست جمعية علم الآثار التوراتية في عام 1974 على يد المحامي الأمريكي هيرشل شانكس، تصنف بإنها منظمة عامة غير طائفية تدعم وتعزز علم الآثار التوراتية، تشمل منشوراتها الحالية مراجعة علم الآثار التوراتية بينما كانت تنشر سابقًا مراجعة الكتاب المقدس (1985-2005) وأوديساي لعلم الاثار (1998-2006). تنشر جمعية علم الآثار التوراتية أيضًا كتب حول علم الآثار التوراتية موجهة للجمهور العام. تقيم الجمعية ندوات وجولات سياحية تقدم فرصة للتعلم مباشرة من علماء الآثار والعلماء العالميين المشهورين منذ أكثر من 45 عامًا، كما تنتج مقاطع فيديو (دي في دي) وأقراص مدمجة عن علم الآثار وعلم الآثار التوراتية.
حققت جمعية علم الآثار التوراتية لفتة عالمية ليس فقط من خلال منشورها الشهير مراجعة علم الاثار التوراتية، بل أيضًا من خلال مشاركتها في العديد من فضائح المصداقية.

## التاريخ
تأسست جمعية علم الآثار التوراتية على يد المحامي والهاوي في علم الآثار هيرشل شانكس في عام 1974، على الرغم من عدم دراسته الآثار أو الدين إلا أن شانكس تأثر بفترة استراحة دامت عامًا في حفريات القدس، نشر عند عودته مقالة في مجلة "استكشاف إسرائيل" وتقدم إلى المجلات الأمريكية على أمل إنتاج مجموعة مماثلة من الأعمدة المتعلقة بعلم الآثار التوراتية. رُفضت هذه الاقتراحات مما دفع شانكس إلى إنشاء منشوره الخاص "نشرة علم الآثار التوراتية". كانت جمعية علم الآثار التوراتية في عام 1974 غير ربحية معترف بها ولكن بحلول عام 1975 تمكنت من نشر الطبعة الأولى من مجلة مراجعة علم الآثار التوراتية الجديدة. يعتبر شانكس نفسه "غريبًا" في مجال الآثار ويعزو العالم الأثري الإسرائيلي "يغائيل يادين" بأنه كان حاسمًا في مساعدة جهوده المبكرة في جعل علم الآثار متاحًا من خلال الجمعية. تعتبر هذه النشرات الأولى التي أصدرها شانكس هي التي أدت إلى شهرة مواقع الحفريات السابقة، مثل قصر داود للدفن ومدخل نفق حزقيا. أشار شانكس إلى أن رغبته هي مجرد نشر "نشرة صغيرة عن إسرائيل كأرض من الحجارة" وأن الانتشار الناجح للنشرة بعد ذلك كان "حلمًا"، بلغت جمعية علم الآثار التوراتية ذروتها بوجود 250،000 مشترك بحلول أوائل العقد 2000 وكسب شانكس مكانة "أكثر هاوي للآثار التوراتية تأثيرًا في العالم". تم وصف جمعية علم الآثار التوراتية إلى جانب مؤسسها بأنها "غيرت... مسار" ليس فقط دراسات الآثار ولكن فهم "العالمين اليهودي والمسيحي".
ركزت جمعية علم الآثار التوراتية في عام 1985 بقيادة شانكس أعمالها على إتاحة الوصول إلى مخطوطات البحر الميت. تشكل المخطوطات بعضًا من أقدم كتابات الكتاب المقدس وبالتالي اعتبرت مهمة لإلقاء الضوء على تطور المسيحية واليهودية. اعترض شانكس على "احتكار" الوصول إلى المخطوطات الذي تم منحه لمجموعة محددة داخل إدارة الآثار في إسرائيل، وصفت مراجعة علم الآثار التوراتية الدفعة للحصول على الوصول إلى المخطوطات بأنها "مسألة حرية فكرية وحق الوصول العلمي". أصبحت المخطوطات معروفة على نطاق واسع. بحلول عام 1991 بعد أن نشرت جمعية علم الآثار التوراتية مجموعة من صور المخطوطات في مجلدين ونسخة محاكية على الكمبيوتر في "الفصل النهائي في مسرحية الوصول إلى مخطوطات البحر الميت". بحلول عام 2001 كانت الجمعية قد أصدرت تقريبًا جميع النصوص المنقولة من المخطوطات للجمهور العام مما قيل إنه "غير قواعد اللعبة" فيما يتعلق بالوصول العام إلى الاكتشافات الأثرية المكتومة.
شغل شانكس منصب رئيس التحرير لمدة 42 عامًا، حيث اعتزل في نهاية عام 2017 وتم اختيار روبرت آر. كارجيل ليحل محل شانكس كرئيس تحرير الجمعية والمنشورات المرتبطة بها في عام 2018. استقال كارجيل في عام 2021 وتم استبداله بغلين جي. كوربيت. توفي هيرشيل شانكس في عام 2021 على ما يبدو بسبب فيروس كوفيد-19.

## الأنشطة

### مجلة "مراجعة علم الآثار التوراتية"
جمعية علم الآثار التوراتية هي الناشر لمجلتها الخاصة "مراجعة علم الآثار التوراتية" التي حظيت بتتبع واسع من الجمهور، تعتبر المجلة "مراجعة علم الآثار التوراتية" غير طائفية و"غير أكاديمية"، بالتالي يُنسب إليها وضع جدول أعمال الحوار المتعلق بالقضايا المتعلقة بالكتاب المقدس والآثار الأثرية.أعلن شانكس أنه رأى فشلًا عامًا في نشر نتائج الحفريات من قِبل الخبراء، مما دفعه الى السعي  لمعالجة هذا الأمر من خلال إنشاء مجلة "مراجعة علم الآثار التوراتية". يشارك في كتابة مقالات في "مراجعة علم الآثار التوراتية" علماء وباحثون وخبراء آثار، اقترح أن مراجعة الجمعية تساهم بشكل فعال في توجيه وسائل الإعلام الرئيسية فيما يتعلق بالجهود الأثرية الكتابية وبالتالي تُعتبر "حارس البوابة" لمعظم وسائل الإعلام الرئيسية.
تناقش المراجعة كل من أحدث الاكتشافات والجدليات في مجال الآثار وتقدم منشورًا شاملاً يحتوي على صور وخرائط ورسوم بيانية. أبرزت جمعية علم الآثار التوراتية من خلال هذه المنشورة الحاجة المهمة لنشر مخطوطات البحر الميت بطريقة عادلة ومتساوية، كما تعزز "مراجعة علم الآثار التوراتية" تحليلًا أثريًا شاملاً متجددًا لجبل الهيكل، بالإضافة إلى تقرير حول قضية قانونية تتعلق بدعوى قضائية تتهم المسلمين بتدمير موقع تاريخي لثلاثة من أهم الديانات في العالم، بالإضافة إلى ذلك تتيح المنشورة فرصة لمناقشة دراسات تحليلية للقطع الأثرية الهامة في التوراة.
يعتبر محتوى مجلة "مراجعة علم الآثار التوراتية" توضيحًا لمجال الآثار الأكاديمي ودراسات الكتاب المقدس بطريقة يمكن فهمها واستيعابها بسهولة من قبل الجمهور العام الواسع، أُرجع إلى المجلة كمهدئ لفقدان قدرة مجال الآثار على التواصل خارج الأكاديمية نفسها وكونها جسرًا يملأ الفجوة بين المنحى الأكاديمي ورغبة الجمهور العام في الأسئلة الأثرية الرئيسية، وُصفت المراجعة بأنها "بسطت" المنهجية العلمية المعقدة والكتابات، حيث يُنسب إليها "عناوين مثيرة للفضول" وقد اقترح أن تقديم الجمعية لأخبار الآثار من خلال مجلة "مراجعة علم الآثار التوراتية" يستخدم تكتيكات مثيرة للاهتمام.
أنتجت جمعية علم الآثار التوراتية منشورين صغيرين إضافيين، حيث نشرت مجلة "مراجعة الكتاب المقدس" من عام 1985 إلى عام 2005 ومجلة "أوديسة الأثرية" من عام 1998 إلى عام 2006. تنشر الجمعية أيضًا مدونة يومية بعنوان "تاريخ الكتاب المقدس يوميًا" وتستضيف سلسلة محاضرات وجولات في المواقع مع علماء بارزين في مجالات علم الآثار والدراسات التوراتية.

### الاجتماعات
تعتبر جمعية علم الآثار التوراتية المضيف للندوات والاجتماعات السنوية التي يتم مناقشة المسائل الأثرية والتوراتية المعاصرة فيها، لذا فهي تتنافس مع مؤتمرات ومنظمات أثرية أخرى، مثل الجمعية الأمريكية للبحوث الخارجية وجمعية الكتاب المقدس، كما أنها تُقدم ندوات واجتماعات جمعية علم الآثار التوراتية للجمهور العريض الذي يهتم بعلم الآثار التوراتية على عكس الجمعية الأمريكية للبحوث الخارجية وجمعية الكتاب المقدس وغيرهما التي تستهدف العلماء والأثريين العاملين.

### الحفريات والاكتشافات
تتبنى جمعية علم الآثار التوراتية نهج علم الآثار التاريخي في حفرياتها، حيث يسعى باحثيها إلى فهم العلاقة بين النصوص المقدسة أو القديمة والجغرافيا التي يتم اكتشافها فيها. تنشر جمعية علم الآثار التوراتية دليلًا سنويًا للحفريات، يُدرج فيه مشاريع الحفر المقبلة في إسرائيل والأردن ويُرحب فيه بمتطوعين للانضمام إليها. بالإضافة إلى ذلك، قدم الجمعية برنامجًا مستمرًا للمنح الدراسية يوفر تمويلًا للأفراد للمشاركة في الحفريات.
لقد تعاونت جمعية علم الآثار التوراتية في عدة حفريات وأجرتها بما في ذلك حفريات موقع تل العميري وموقع تل جلول رأوبينيت. ساهمت مساهماتهم في حفرية أميري في تطوير فهم أعمق لأنساب التوراة وطبيعة عملية التوطين فيما يتعلق بقبيلة العبرانيين رأوبين. بالمثل أثناء حفريات تل جلول فقد تم العثور على عدة عينات متناثرة بما في ذلك تماثيل رمزية للحيوانات تمثل الآلهة أو القوى الإفتراضية. أدت حفريات الجمعية إلى اكتشاف وافتتاح "أحدث جاذبية أثرية في القدس" تحت إشراف أحد أعضائها المؤسسين تُدعى إيلات مزار. تم اكتشاف موقع جدار مدينة أوفل تحت المسجد الأقصى وفوق مدينة داود مما أدى إلى كشف المزيد من الحقائق المتعلقة بأحد أشهر ملوك الكتاب المقدس سليمان، فيما بعد وتحديدًا في عام 2009 أعلنت الجمعية في إضافة لمجلة "مراجعة علم الآثار التوراتية" عن اكتشافها في أوفل لخاتم طيني (بولا) يعود تاريخه إلى القرن الثامن قبل الميلاد للملك حزقيا، اكتشف الخاتم إيلات مزار وسُمي إشعيا وهو واحد من أهم أنبياء العهد القديم، مع ذلك فإن بعض العلماء يشككون في المصدر الكتابي للخاتم، حيث لم يتم الإشارة إلى النبي بصفة محددة بل فقط "نبي" وليس "النبي".

## الجدل والخلافات

### الرمانة العاجية
تورطت جمعية علم الآثار التوراتية ومؤسسها هيرشيل شانكس لأول مرة في نزاع حول الأصالة بعد اكتشاف رمانة عاجية تحمل نقش "مقدسة للكهنة تنتمي إلى هيكل يهوه" وقيل أنها القطعة الوحيدة المتبقية من الهيكل الأول لسليمان، بعد أن اشتراها الأكاديمي مخطَّط النقوش أندريه لوماير من محل للآثار في القدس مقابل 3000 دولار أمريكي، قدم شانكس حسابًا مفصَّلاً عن اكتشاف الرمانة في مراجعة علم الآثار التوراتية.  تم بيع الرمانة بسعر مبالغ فيه وادَّعى شانكس أنه يستحق الشهرة بسبب ترويجها في منشور جمعية علم الآثار التوراتية ولكن أعلنت سلطة الآثار الإسرائيلية في وقت لاحق أن النقشة مزيفة واتهمت لوماير بتزويرها.

### الحجر الجيري
شاركت جمعية علم الآثار التوراتية فيما بعد في فضيحة عالمية مرة أخرى تتعلق بقضايا الأصالة المحيطة بالعناصر التي تم توثيقها بواسطة لوماير. اشترى المهندس أوديد غولان في مايو 2002 تابوتاً من الحجر الجيري من تل أبيب يعود إلى القرن الأول، يتميز التابوت بنقوش آرامية مكتوب فيها "يعقوب بن يوسف أخ يسوع"، عندما أدرك القيمة المحتملة للقطعة دعا غولان لوماير لفحص نقوش التابوت. قدم لوماير وجمعية علم الآثار التوراتية التابوت إلى المسح الجيولوجي لإسرائيل للتحليل ولم يجدوا سببًا للشك في أصالته، ثم نشر لوماير مقالًا "حصريًا" عن اكتشافه في عدد من مراجعة علم الآثار التوراتية في عام 2002 ولكن في اليوم التالي تسبب التابوت في حدوث هستيريا إعلامية وظهر في الصحف الكبرى حول العالم بما في ذلك صحيفتي "نيويورك تايمز" و"واشنطن بوست".  تعاونت الجمعية مع متحف أونتاريو الملكي لعرض التابوت وجذبت 95,000 زائر وحقق شانكس وحده 28,000 دولار أمريكي، ثم نشرت جمعية علم الآثار التوراتية كتابًا وباعت حقوق التلفزيون للتابوت مما أدى إلى إنتاج وثائقي تم إصداره فيما بعد على دي في دي واقتُرح أن الجمعية استغلت التجارة فيها دون أن تمتلكها بشكل فني.
كشف هذا الصندوق عن آراء متضاربة بين العلماء، حيث قام بعض علماء الآثار على الفور وعلنًا بتساؤل عن أصالة التابوت نظرًا لشرائه من تاجر للآثار بدلاً من الحفر تحت ظروف مراقبة من قبل علماء الآثار المحترفين، للمرة الثانية اعتبرت سلطة الآثار الإسرائيلية التابوت مزيفًا وأن النقشة كانت إضافة حديثة إلى تابوت الحجر الجيري القديم واقترحت السلطة أن الاكتشاف كان "احتيالة القرن"، تم توجيه اتهامات لتاجر التابوت الأصلي ولكن أثبتت برائته في وقت لاحق وذلك بسبب تشغيل حلقة تزوير دولية وتزوير النقشة المشكوك فيها، أشار إلى أن براءته كانت بسبب ادعاءات التي لم يتم تمويلها بشكل كاف والتحقيق غير الشامل، حيث أقر القاضي بعدم ضرورة أن يثبت المحاكمة بالضرورة صحة القطعة واعتبر شانكس وجمعيته "أكبر المؤيدين" للتابوت وهو أمر واضح خاصة في ملاحقتهم المستمرة للعلماء الذين يعتبرون التابوت مزيفًا. يصر شانكس على أن الشكوك المحيطة بأصالة التابوت يمكن تنسيبها إلى عالمين من أعضاء لجنة سلطة الآثار الإسرائيلية وهما البروفيسور يوفال غورين والدكتور أفنر أيالون، أما فيما يتعلق بالتأكيد المستمر من جمعية علم الآثار التوراتية على أصالة التابوت فقد اقترح بعض العلماء دوافع مالية والتعرض العام المكتسبة من خلال شرعيته، لا يزال أصالة التابوت غير محددة حيث رفض القاضي الحكم على ادعاء التزوير نفسه.

### مخطوطات البحر الميت
في حين أن المجتمع الأثري التوراتي كان حاسمًا في إصدار مخطوطات بحر القيروان الميت في أغسطس 2000 فقد  قام العالم الإسرائيلي إيليشا قيمرون بتقديم دعوى قضائية ضدهم بتهمة انتهاك حقوق النشر المادية والأخلاقية في نشرهم لصورة طبق الأصل من مخطوطات ل، اعترض قيمرون على نشر نص تجميعي عملي "ممت" الذي كان قد ترجمه بنشاط لسنوات، بالإضافة إلى المقدمة التي ألمح فيها شانكس إلى سلوكيات العلماء المعنيين في منع الموضوع والسيطرة عليه. رفض شانكس وجمعية الآثار التوراتية هذه الادعاءات مشيرين إلى أن العمل تم نشره في محاولة لإلقاء الضوء على "مدى صعوبة ما كانت تعمل عليه المؤسسة للحفاظ على الأمور لنفسها"، رفضت المحكمة المقاطعية هذه الحجة بأنها اقترحت أن شانكس من خلال جمعية الآثار التوراتية يبيع مجموعة من الصور مقابل 195 دولارًا للمجموعة. قضت المحكمة بوقف توزيع تجميعتها المؤلفة من مجلدين لصور مخطوطات بحر القيروان الميت في إسرائيل. استنتج القاضي أن قيمرون في الواقع يحظى بحقوق النشر لعمله نظرًا للتجميع اللازم لـ "ممت" الذي يعتمد على البحث اللغوي والإبداع الأصلي، أدى كل هذا إلى تعرض شانكس وجمعية الآثار التوراتية لدعوى قضائية بتهمة انتهاك حقوق النشر وتحملوا مسؤولية دفع 100،000 دولار كتعويضات بسبب فقدان عائدات النشر وفقدان الدخل والضرر النفسي والإصابة بسمعة قيمرون.
في سيرته الذاتية لعام 2010 بعنوان "تحرير مخطوطات بحر القيروان الميت: مغامرات أخرى لشخص خارج الأثار" يتناول شانكس الأحداث ويعترف بأن المجتمع الأثري التوراتي تعرض لتهم "الجدل" بشكل متكرر، يناقش الكتاب أيضًا جدل آخر شاركت فيه الجمعية حيث تورطت في اكتشاف لوحة يهواش وهي نقشة عبرية مؤلفة من 15 سطرًا واُعتبرب أيضًا مزيفة، بالرغم من ذلك إلى أن شانكس يتهم سلطة الآثار الإسرائيلية بـ "التورط في الآثار المسيسة" فيما يتعلق بمسائل الأصالة.
1. ↑  وصلة مرجع: https://www.biblicalarchaeology.org/about-the-biblical-archaeology-society/.
2. ↑  كالمان، جوسن (2012). "مراجعة لتحرير مخطوطات البحر الميت ومغامرات أخرى لعالم آثار". اكتشافات البحر الميت. ج. 19 ع. 1: 122–125. ISSN:0929-0761. مؤرشف من الأصل في 2022-05-17.
3. ↑  "كل شيء عن جمعية علم الآثار الكتابية". جمعية علم الآثار الكتابية (بالإنجليزية). Archived from the original on 2023-05-23. Retrieved 2023-09-29.
4. ↑  "تاريخ جمعية علم الآثار الكتابية" (بالإنجليزية). 2 Feb 2018. Archived from the original on 2023-03-27. Retrieved 2023-09-29.
5. ↑  Richard (16 Jun 2010). "تسليط الضوء على فلسطين القديمة". The New York Times (بالإنجليزية الأمريكية). ISSN:0362-4331. Archived from the original on 2023-10-21. Retrieved 2023-09-29.
6. ↑  "بعد ألفي عام - مخطوطات من البحر الميت | المعارض – مكتبة الكونجرس". www.loc.gov. 29 أبريل 1993. مؤرشف من الأصل في 2023-06-08. اطلع عليه بتاريخ 2023-09-29.
7. ↑  "مجلة السفر". Biblical Archaeology Society (بالإنجليزية). Archived from the original on 2023-05-23. Retrieved 2023-09-29.
8. ↑  جوفر, جوردن (11 Nov 2011). "متمرد علم الآثار" (بالإنجليزية). Archived from the original on 2023-02-08. Retrieved 2023-09-29.
9. ↑  مجلة دراسات في علم الآثار والتراث. King Saud University. مؤرشف من الأصل في 2023-10-05.
10. ↑  جوفير, جوردن (1 Oct 2003). "سر علم الآثار الكتابي القديم". ChristianityToday.com (بالإنجليزية). Archived from the original on 2023-06-10. Retrieved 2023-09-29.
11. ↑  "معرف الكائن الرقمي". Wikipedia (بالإنجليزية). 27 Sep 2023.
12. ↑  "اقرت المحكمة الإسرائيلية إنها تحجب صور المخطوطات". واشنطن بوست (بالإنجليزية الأمريكية). ISSN:0190-8286. Archived from the original on 2022-05-16. Retrieved 2023-09-29.